# Romancillo
Un romancillo o romance breve es una composición poética de arte menor, similar al romance, pero con versos de menos de ocho sílabas (por lo común, siete, seis o incluso cinco). Tiene, por tanto, rima asonante en los versos pares, dejando libres los impares.
La voz no es anterior al siglo XIX, cuando comenzó la identificación, también del siglo XIX, del romance con el octosílabo.
Expresa descripciones, por lo general amorosas. Un ejemplo de romancillo es el poema Yo escucho los cantos de Antonio Machado.